# MSI Wind
MSI Wind PC — семейство недорогих ультрапортативных ноутбуков (нетбуков), разработанных компанией Micro-Star International (MSI) и конкурирующих с ASUS Eee PC. Аббревиатура Wind расшифровывается как «Wi-Fi Network Device». Устройство было анонсировано на выставке CeBIT 2008. Производитель представил версии с экранами диагональю 8,9 (Wind U90) и 10 дюймов (Wind U100), (Wind U120).

## Технические характеристики
Технические характеристики устройства таковы: процессор Intel Atom N270 с тактовой частотой 1,6 ГГц и поддержкой Hyper-Threading, экран с разрешением 1024х600 точек и светодиодной подсветкой, 512 МБ или 1 ГБ оперативной памяти с возможностью расширения до 1,5 или 2 ГБ соответственно, жёсткий диск объёмом от 80 ГБ до 160ГБ (форм-фактор 2,5 дюйма, интерфейс SATA), сетевая карта 10/100 Мб/с, 3 порта USB, порт DSUB-VGA для подключения внешнего монитора. MSI Wind включает в себя модули Wi-Fi и Bluetooth (опционально, в некоторых моделях модуль Bluetooth отсутствует), а также веб-камеру (0,3 Мп у U90 и 1,3 Мп у U100). Устройство оснащается стандартной батареей ёмкостью 2200 мАч (11,1 Вольт) или батареей расширенной ёмкости 5200 мАч (опционально, в некоторых моделях: Delux, Delux Heart. На российском рынке эти модели стали доступны с середины ноября 2008г). Время работы от 1 ч. 45 мин. (батарея 2200 мА) до 5 ч. 20 мин. (батарея 5200 мА).
Отмечено что на некоторых моделях MSI Wind U100 заряд аккумулятора при напряжении внешнего источника ниже 20В невозможен.

## Доступность на рынке
В России продается модель Wind U90 с экраном 8,9 дюйма, розничная цена составляет 11990 рублей, Wind U100 продаётся с 9 августа 2008 г., цена — 14900 рублей. На Украине доступны обе модели, продажи начались в конце сентября 2008 г.. В России с 15 августа 2008 г. доступна комплектация U90X с Novell SUSE Linux по цене около 10 000 рублей.

## MSI Wind U90

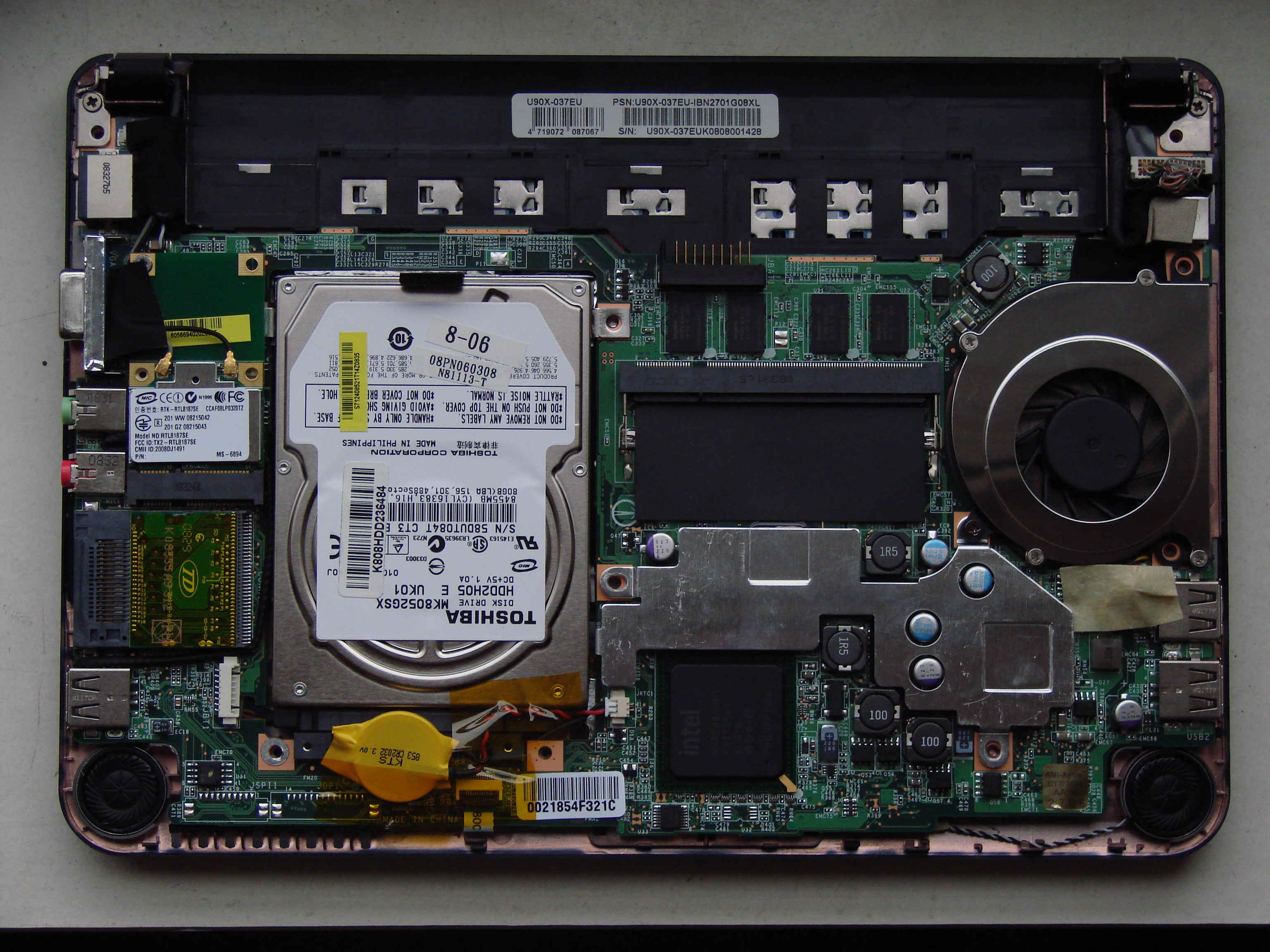
Начинка U90x. Европейская версия.

U90x модель была представлена через пару месяцев после релиза MSI Wind. Продавался в магазинах в Евросоюзе, Канаде, Австралии, но не было официальной презентации для США. Ноутбук продавался с установленным SUSE Linux Enterprise Desktop (плюс набор распространенного открытого ПО) и 8.9" экраном. В целом ноутбук аналогичен U100, отличия — не имеет BT модуля и имеет 3х ячеечную батарею, вместо 6ти ячеечной. Плюс меньший экран и открытое ПО делает его дешевле U100. Цена в Евросоюзе 270 € (ноябрь 2008).
| Габариты                       |                                      |
| Измерения                      | 260 (W) x 180 (D) x 19~31.5 (H) мм   |
| Масса                          | 940g (без аккумулятора)              |
| CPU                            |                                      |
| Тип                            | Socket 478                           |
| Архитектура                    | Intel Diamondville processor (45 nm) |
| Кэш L2                         | 512KB                                |
| Скорость шины FSB              | Support 533 MHz                      |
| Чипсет                         |                                      |
| Северный мост                  | Intel 945GSE                         |
| Южный мост                     | Intel ICH7M                          |
| Память                         |                                      |
| Технология                     | DDR2 667/ 800                        |
| Память                         | DDR2 SDRAM                           |
| Максимум                       | 2GB                                  |
| Устройства хранения            |                                      |
| HDD форм-фактор                | 2.5", 9.5mm High, 5400rpm            |
| SSD (твердотельный накопитель) | Опционально                          |

| Аудио                                                          |                                                  |
| Звуковой интерфейс                                             | ALC 888s                                         |
| Встроенные динамики                                            | 2 динамика                                       |
| Громкость                                                      | Настройка горячими клавишами и программно        |
| Видео                                                          |                                                  |
| Dual View Function                                             | LCD or CRT will be auto detected when connected. |
| CRT Выход                                                      | Поддерживается                                   |
| Display                                                        |                                                  |
| LCD Type                                                       | 10" wide / 8.9" wide (optional)                  |
| Яркость                                                        | Brightness controlled by K/B hot-keys            |
| WebКамера                                                      |                                                  |
| CMOS (optional)                                                | Supported                                        |
| Communication Port (Items listed here may vary without notice) |                                                  |
| LAN                                                            | 10/100 Ethernet                                  |
| Wireless Lan                                                   | Supported                                        |

| Питание                |                                  |
| AC Adapter             | (20-65)W, (19-20)V               |
| Battery Type           | 3 cells (optional)               |
|                        | 6 cells (optional)               |
| RTC Battery            | Yes                              |
| I/O Port               |                                  |
| Monitor(VGA)           | 15 pin D-Sub x 1                 |
| USB                    | x 3 (USB version 2.0)            |
| Mic-in                 | x1                               |
| Headphone Out          | x1                               |
| RJ45                   | x1                               |
| кардридер              | x 1 (SD/ MMC/ MS)                |
| Software & BIOS        |                                  |
| USB Flash Boot         | Yes, USB floppy boot up DOS only |
| BIOS Fast Boot Support | Yes                              |
| Others                 |                                  |
| Kensington Lock Hole   | x1                               |
| Compliance             | WHQL                             |